# クリシュナ・ラージャ4世
クリシュナ・ラージャ4世（カンナダ語: ನಾಲ್ವಡಿ ಕೃಷ್ಣರಾಜ ಒಡೆಯರು, Krishna Raja IV, 1884年6月4日 - 1940年8月3日）は、南インドのカルナータカ地方、マイソール藩王国の君主（在位：1894年 - 1940年）。ナルヴァディ・クリシュナ・ラージャ（Nalvadi Krishna Raja）とも呼ばれる。
クリシュナ・ラージャ4世の治世は実に45年にも及ぶ長きに渡り、マイソール藩王国を当時のインドにおいてかなり近代的な国家にしたことは、まさしく彼の功績であった。

## 生涯

### 即位
1894年12月28日、父チャーマ・ラージャ10世が死亡したことにより、クリシュナ・ラージャ4世が藩王位を継承した。
なお、クリシュナ・ラージャ4世はこのとき10歳と幼かったため、1902年8月8日まで摂政である彼の母のもとで統治した。

### 藩王国の近代化

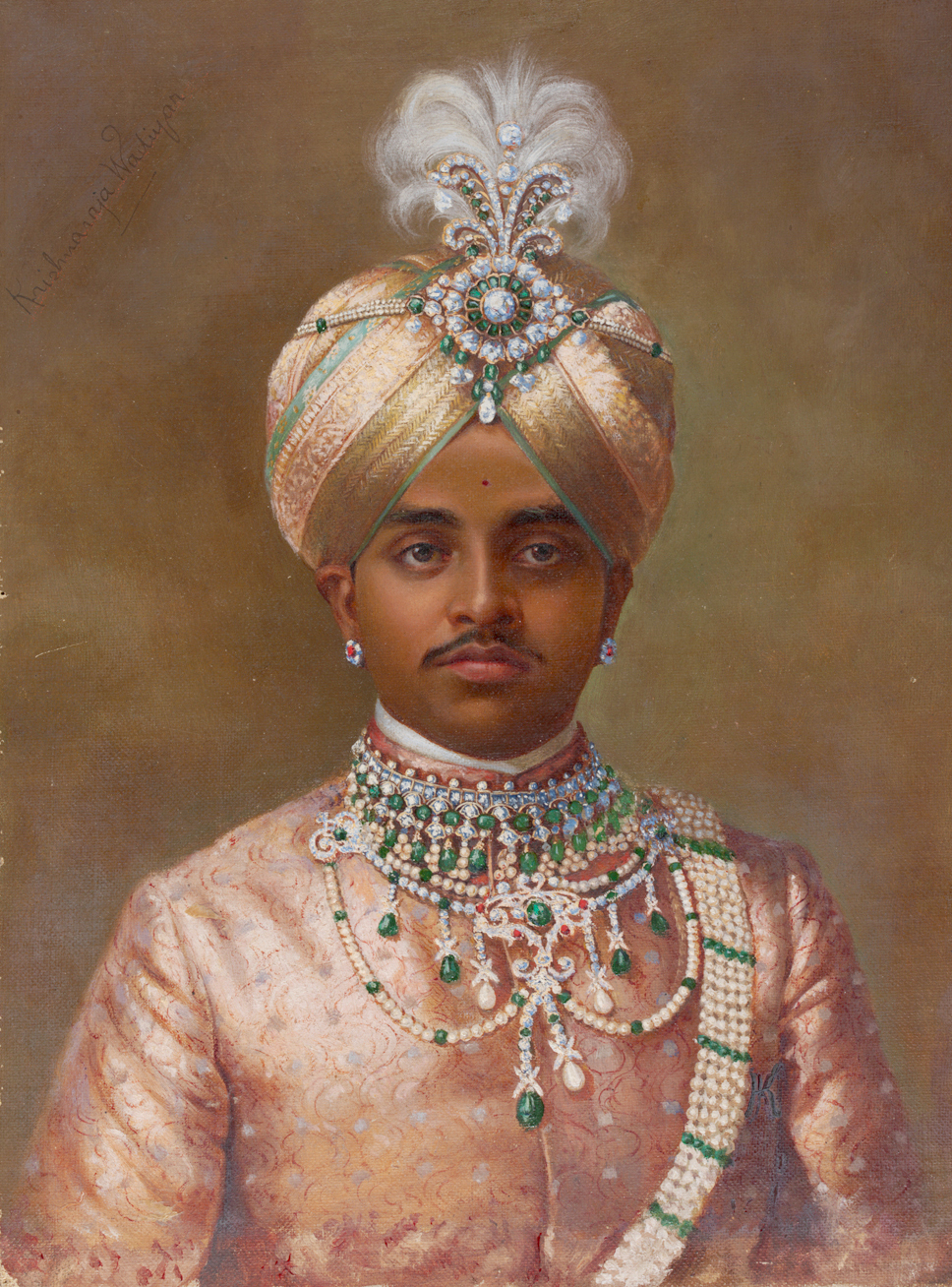
クリシュナ・ラージャ4世（ケーシャヴァイヤ作）

クリシュナ・ラージャ4世もまた、父と同じ近代的思考を持った人物であり、その開明的近代化政策を引き継ぐ形をとった。
1878年にはマハーラージャ大学が設立されていたが、女子にも教育を受けさせるということで、1901年にはマハーラーニー大学が設立された。また、1916年7月1日には首都マイソールにマイソール大学が開設された。そのため、20世紀にマイソール藩王国はインドにおいて、他の藩王国やイギリス直轄領よりも高い教育水準を誇っていた。
また、1908年8月にはカーヴェーリ川水力発電事業が開始され、1912年6月30日には送電が始まったばかりか、1911年11月にはクリシュナラージャサーガラ・ダムの建設が着工、1913年10月2日にはマイソール銀行が設立された。このように、その治世はさまざまな社会改革が行われ、「模範的」な国家とされた。
クリシュナ・ラージャ4世はときにこうした近代化に自ら身を乗り出し、1916年にインド科学会議、1917年にコスモポリタン・クラブの後援者となり、同年には自国にマイソール・ボーイスカウトを設立した。また、1916年からその死まで、彼はマイソール大学とベナレス・ヒンドゥー大学の学長を務めあげた。
こうした近代化の努力はその治世を通して続けられ、20世紀前半にマイソール藩王国を訪れたマハトマ・ガンディーさえも、クリシュナ・ラージャ4世をヒンドゥーの伝統で理想的君主であるラーマとし、藩王国を「ラーマ・ラージヤ（ラーマの王国）」と称した。

### 文化の保護者として

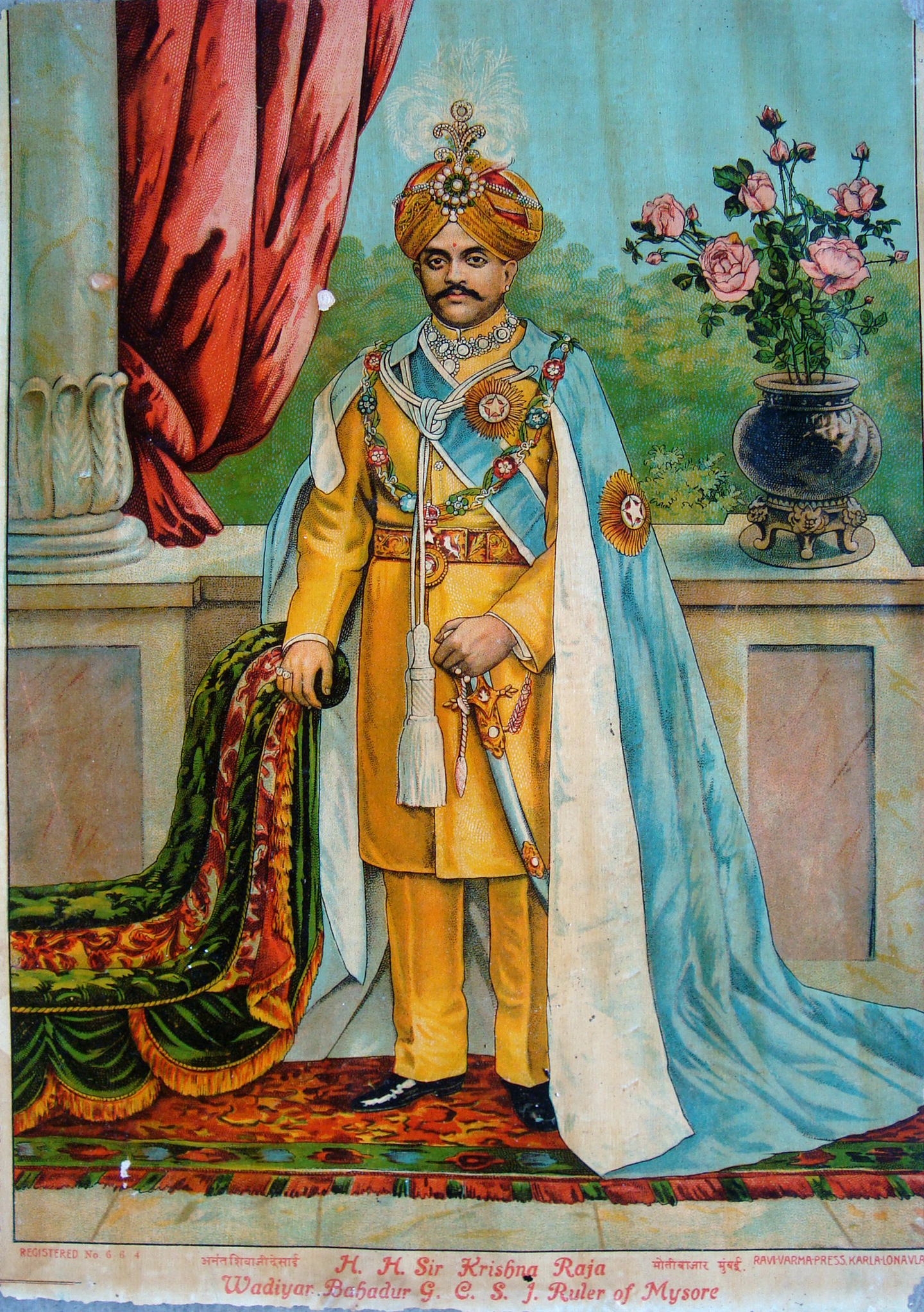
クリシュナ・ラージャ4世

クリシュナ・ラージャ4世は近代化を押し進めたが、その一方では古典といった文芸、芸能、伝統医学なども手厚く保護し、宮廷では伝統的文化が栄えていた。1909年から彼は神話学会の後援者であった。
このように伝統に彩られた藩王はさまざまな年中行事のみならず、インド総督が開催するダルバール（謁見式典）などといった中心行事の機会に際し、国内外の多くの人々に向けて発揚したという。
イギリス従属下の藩王国は軍事および外交上の権限を完全に剥奪されていたため、当時の藩王らは文化の保護者となるものが多かったが、クリシュナ・ラージャ4世はまさにその典型ともいえる存在であった。
また、クリシュナ・ラージャ4世は文化の保護者であったばかりか、自らもまた文人であり、彼はその治世に多くのカルナータカ音楽とヒンドゥスターニー音楽を手掛けた。彼はヴィーナやムリダンガム、シタールといったインドの楽器のみならず、ピアノ、フルート、ヴァイオリン、サクソフォーンなどヨーロッパの楽器まで演奏した。

### 晩年と死

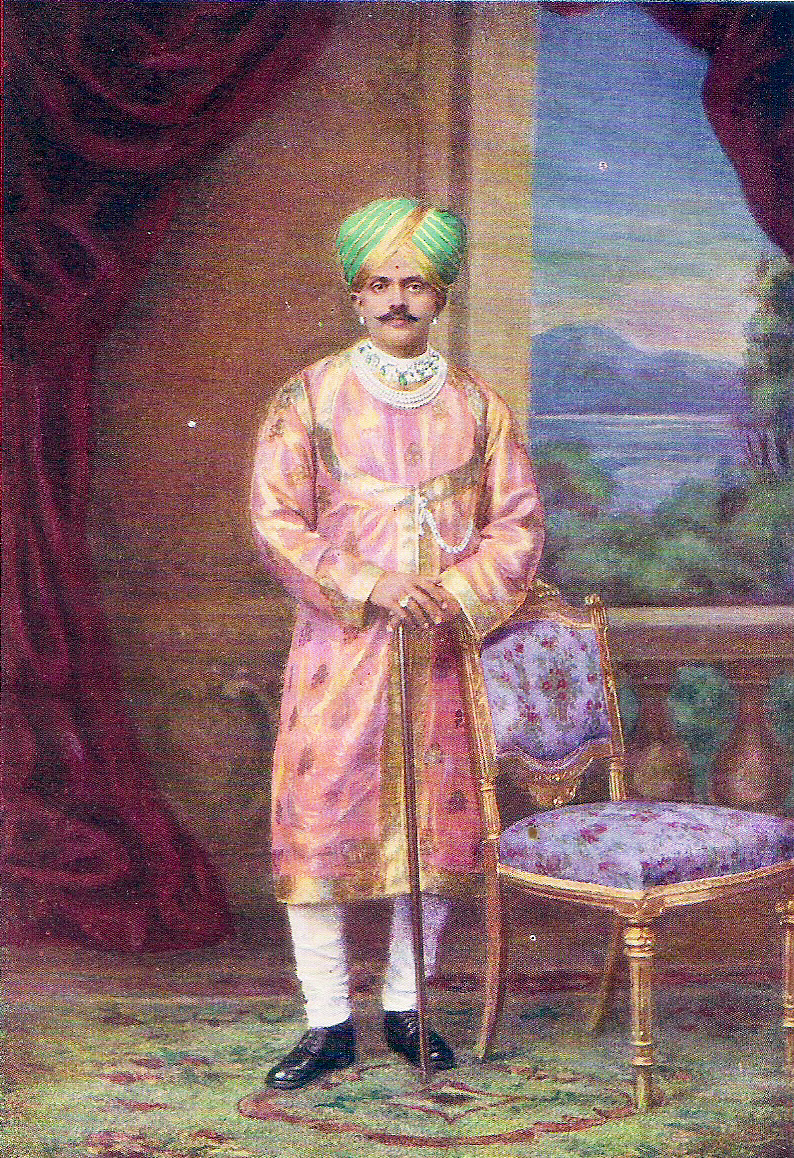
クリシュナ・ラージャ4世

このような輝かしい人生とは裏腹に、クリシュナ・ラージャ4世は晩年になっても子供に恵まれることはなかった。
クリシュナ・ラージャ4世はその生涯で1人の女性しか愛さなかった。これは彼がヨーロッパの君主に少しでも近づこうとしたことの証であり、他国の藩王が多数の妃を持ったのと比べればかなり対照的である。
1940年8月3日、クリシュナ・ラージャ4世は死亡し、甥で養子でもあるチャーマ・ラージャ11世が藩王位を継承した。

## ギャラリー
- クリシュナ・ラージャ4世と父チャーマ・ラージャ10世および兄弟
- クリシュナ・ラージャ4世（1895年）
- クリシュナ・ラージャ4世と兄弟
- クリシュナ・ラージャ4世（1903年）
- クリシュナ・ラージャ4世の結婚式